# Charles-Antoine Hérault
Pour les articles homonymes, voir Hérault.
Charles-Antoine Hérault (souvent appelé Charles Hérault) est un peintre de paysages français, né à Paris le 1er janvier 1644, et mort dans la même ville le 19 juillet 1718.

## Biographie
Charles-Antoine Hérault est le fils d'Antoine Hérault (vers 1600-vers 1655), peintre, et de Madeleine Bruyant (vers 1610-1676), sœur de Françoise Bruyant mariée à Charles Poerson. Antoine Hérault est connu par une gravure faite à partir du portrait du cardinal de Bérulle qu'il avait peint et dite portrait du cardinal de Bérulle "à face de grenouille". Ce portrait du cardinal avait été fait d'après nature, mais la gravure est de Hiérosme Bachot, gendre de Charles Errard l'Ancien (1570-avant janvier 1630) et beau-frère de Charles Errard. Antoine Hérault est un juré de la communauté des peintres et sculpteurs de Paris. À ce titre, il a signé en 1651 le contrat qui joignait les maîtres peintres et sculpteurs à l'Académie royale de peinture et de sculpture.
Il a d'abord étudié la peinture avec son père, puis avec un paysagiste dont Auguste Jal n'a pas retrouvé le nom. Il est ensuite allé à Rome où il a étudié les tableaux du Guaspre Poussin et Salvator Rosa.
Charles-Antoine Hérault a été reçu à l'Académie royale de peinture et de sculpture en 1670.

## Famille
- Antoine Hérault, marié vers 1630 à Madeleine Bruyant, sœur de Françoise Bruyant mariée à Charles Poerson,
  - Madeleine Hérault (1641-1682) mariée en 1659 avec Noël Coypel (1628-1707), 
    - Antoine Coypel (1661-1722) marié en 1689 avec Jeanne Bidault (1663-1721),
      - Charles Antoine Coypel (1694-1752),
      - Philippe Coypel (1703-1777), valet de chambre du roi

  - Antoinette Hérault (1642-1695) mariée en premières noces, en 1665, avec Guillaume Chasteau (1635-1683), graveur, et en secondes noces, en 1686, avec Jean-Baptiste Bonnart (1654-1726)
  - Charles Antoine Hérault (1644-1718) marié, le 14 septembre 1676, avec Marie-Geneviève de Lens (vers 1655-après le 19 juillet 1718), fille de Jean de Lens (1616-1689), orfèvre et de Catherine Swellinck, sœur de François de Lens (1653-1716), maître orfèvre, marié en 1682 à Catherine Lemoyne (1663-1739), fille de Jean Lemoyne (1638-1713), sœur de Jean-Louis Lemoyne et de Jean-Baptiste Lemoyne (1679-1731)[1],
    - Charles Hérault, né vers 1678, mort le 26 janvier 1683,
    - Jacques Charles Hérault (1679- ), peintre,
    - Marie Catherine Hérault (1680-1743) mariée à Louis de Silvestre (1675-1760), fils d'Israël Silvestre
      - Marie-Maximilienne de Silvestre (1708-1798), peintre
      - François Charles de Silvestre (1712-1780), peintre, marié en 1745 à Marie Catherine Marteau (vers 1715- )
      - Marie Thérèse de silvestre (1721-1757) mariée en 1741 à Pierre Joseph Pierrart (†1711)

    - Madeleine Hérault (1682- ) mariée en 1707 à Jean Bérain fils (1678-1726), dessinateur du cabinet de la chambre du roi en 1704, fils de Jean Bérain, frère de Claude Bérain et de Pierre Martin Bérain (†1758),  historien et prévôt du chapitre de Hazelach en 1742[2],
    - Charles Hérault a épousé en 1728 Marianne Bailleul, fille de d'un maître peintre,
    - Geneviève Catherine Hérault mariée le 19 janvier 1712 à Pierre Dulin[3], peintre ordinaire du roi, frère de Nicolas Dulin, architecte et contrôleur des Bâtiments du roi,
    - Marie-Anne Hérault mariée à Louis Marteau, menuisier ordinaire des bâtiments du roi, 
      - Louis-François Marteau (1715-1804), peintre installé en Pologne,

    - Catherine Hérault (1691-1753) mariée en 1715 avec Joseph Charles Roëttiers (1691-1779), graveur ordinaire des médailles du roi et graveur général des monnaies,
      - Charles Norbert Roëttiers (1720-1772), graveur général des monnaies,

    - Anne-Auguste Hérault[4] (†1771), peintre, admise à la maîtrise en 1721, appelée à l'époque Académie de Saint-Luc, mariée à François Hutin, peintre de Stanislas, roi de Pologne[5], bourgeois de Paris,
      - Charles-François Hutin (1715-1776), directeur de l'Académie royale des beaux-arts de Dresde,
      - Silvestre-Nicolas Hutin, avocat au parlement de Paris,
      - Pierre Hutin (1723-1763), sculpteur et graveur, marié en 1748 à Marie Anne Ursule Castagnery, mort à Muskau en Lusace en 1763,
      - Jean-Baptiste Hutin (vers 1726-vers 1786), peintre,

    - Antoine-Nicolas Hérault (1693- ), encore mineur à la mort de son père.